# Adalbero I. von Bar
Adalbero I. von Bar (* zwischen 902 und 905; † 26. April  962 in Sint-Truiden) war Bischof von Metz.
Adalbero war der Sohn des Pfalzgrafen Wigerich zu Herstal (Wigeriche) und der Kunigunde. Er war einer der ausgezeichnetsten Prälaten seiner Zeit. 929 wurde er zum Bischof von Metz ernannt. Er verteidigte das Bistum gegen König Otto I., dem er sich nach der Versöhnung der Fürstenhäuser anschloss und so die Seiten wechselte.
Adalbero wurde 954 durch Herzog Konrad vom Bischofsamt enthoben und verbrachte die Zeit bis zu seinem Tod am 962 in der Abtei von Sint-Truiden. Zuvor ernannte ihn Kaiser Otto zum Grafen der Grafschaft Blieskastel, die dazu neu eingerichtet wurde.